# Camille Schmoll
Camille Schmoll (...) è una geografa francese.
È directrice di ricerca all'EHESS (Ecole des Hautes Etudes en Sciences Sociales), ricercatrice presso il centro di ricerca CNRS «Géographie-cités» e fellow dell'Institut Convergences Migrations.
Ha conseguito il dottorato di ricerca in Geografia sociale presso l'Université Paris X Nanterre nel 2004, con una tesi intitolata Une place marchande cosmopolite. Circulations commerciales et dynamiques migratoires à Naples. È stata maîtresse de conférences (p. associata) presso il Dipartimento di Geografia dell'Université Paris VII - Denis Diderot. La sua ricerca verte sull'analisi delle nuove dinamiche migratorie (transnazionalismo, migrazione di genere, migrazione circolare) in area mediterranea e le conseguenti implicazioni sociali e territoriali. Si occupa anche dell'utilizzo di tecniche di ricerca qualitativa in ambito geografico, applicate a problematiche di tipo spaziale e territoriale. È autrice di diversi saggi e articoli pubblicati in Italia. 
Camille Schmoll è attualmente direttrice editoriale della Revue européenne des migrations internationales (REMI).

## Pubblicazioni
- Les damnées de la mer. Femmes et frontières en Méditerranée, La découverte, Parigi, 2020.
- (FR) Les outils qualitatifs en géographie, con Marianne Morange e con la collaborazione di Etienne Toureille, Parigi, Armand Colin, 2016.
- (EN) Gender, Generation and the Family in International Migration, con Eleonore Kofman, Martin Kohli e Albert Kraler, Amsterdam University Press, 2011.
- Stranieri in Italia. La generazione dopo, con Marzio Barbagli, Bologna, Il Mulino, 2011.